# Língua zapoteca aloapam
Zapoteca Aloapam é uma língua Zapoteca das Oto-Mangueanas  falada por cerca de 3.400 pessoas em San Isidro Aloápam no distrito de Ixtlán de Juárez da região de Sierra Norte do estado de Oaxaca
A língua também é conhecida como Zapoteco de la Sierra Norte de Oaxaca. J

## Escrita
A escrita usada é o alfabeto latino. Partes da Bíblia foram traduzidas a língua.
Não se usam as letras F, K, V, W, Z. Usam-se as formas Ch, Dh, Lh, Nn, Ts, Xx, Yy,  vogais duplas para indicar som longo e formas vogais a'a, e’e, i’i, o’o, u’u, ü;

## Amostra de texto
Mateus 6: 9-13
1.	Lebiꞌi nna aní innále atti innele len Tata Do Iyyabaaha: Tata guetu do iyyabaa, ribequi xentu cuinalu cumu anca cuinalu Dios.
2.	Utá innabialu riꞌitu. Beni qui nu runtu yies lo yu-ni acana nu raca lelu aca, attiba raca iyyabaaha.
3.	Bete nu reasintu gotu ttu ttu sá.
4.	Uxí elha xen lasi gue nu lä anca tsee runtu lolu, cumu anáguaba riꞌitu ridítu elha xen lasi gue ca nu runi nu lä anca tsee len riꞌitu.
- Bittu ugüelhalu ixúyietu untu nu lä anca tsee. Bodilá riꞌitu lo ná nu xxegüiha. [Cumu cuinalu nna satíaba ancalu Benni rinnabia lhe Benni ra xxeni leni lhe Benni ralha cue xeni le ttu dia lii lhe. Amén.]

Português
- 9. Assim, portanto, orai: Pai nosso que estás nos céus, santificado seja o teu nome.
- 10. Venha o teu reino. Seja feita a tua vontade assim na terra como no céu.
- 11. Dá-nos hoje o pão nosso de cada dia.
- 12. E perdoa-nos as nossas dívidas, assim como nós perdoamos aos nossos devedores.

¨*13. E não nos deixes cair em tentação, mas livra-nos do mal, porque teu é o reino, e o poder, e a glória, para sempre.

## References
1. ↑  Bíblia King James
2. ↑  King James Bible